# Tara Reid
Tara Reid (født 8. november 1975 i Wyckoff, New Jersey i USA) er en amerikansk skuespillerinde, der har medvirket i film som ungdomskomedien American Pie (1999), American Pie 2 (2001), National Lampoon's Van Wilder (2002) og Dr. T & the Women (2000). I 2005 havde hun hovedrollen i filmen Alone in the Dark, som var en filmatisering af computerspillet med med samme navn.

## Tidlige liv
Reid blev født i Wyckoff i New Jersey, og er af irsk, engelsk, ungarsk, fransk og italiensk oprindelse. Hun begyndte sin karriere i en alder af seks år i 1982 da hun optrådte i det kortlevende amerikanske game show Child's Play. Som barn havde hun også roller i flere reklamefilm, blandt andet for McDonald's. Hun voksede op i New York City, og gik på Professional Children's School sammen med andre kendisser som Ben Taylor, Jerry O'Connell, Sarah Michelle Gellar og Macaulay Culkin.

## Kendistilværelse
Selv om hendes gennembrud var i filmen American Pie i 1999, kendte fans af filmen The Big Lebowski hende allerede som Bunny Lebowski.

## Filmografi
- 1987 – A Return To Salem's Lot – Amanda
- 1994 – Saved by the Bell: The New Class – Sandy
- 1996 – California Dreams – Sarah
- 1998 – The Big Lebowski – Bunny Lebowski
- 1998 – Girl – Cybil
- 1998 – I Woke Up Early the Day I Died – Baldrotning/Natklubsbartender
- 1998 – Urban Legend – Sasha Thomas
- 1999 – What We Did That Night – Pigen
- 1999 – Sex Games – Marci Greenbaum
- 1999 – Around The Fire – Jennifer
- 1999 – American Pie – Victoria "Vicky" Lathum
- 1999 – Body Shots – Sara Olswang
- 2000 – G vs E – Luis Rumskamrat
- 2000 – Dr T and the Women – Connie
- 2001 – Just Visiting – Angelique
- 2001 – Josie and the Pussycats – Melody Valentine
- 2001 – American Pie 2 – Vicky Lathum
- 2002 – Van Wilder – Gwen Pearson
- 2003 – Devil's Pond – Julianne
- 2003 – My Boss's Daughter – Lisa Taylor
- 2004 – Knots – Emily
- 2004 – Quintuplets – Ms Foley
- 2005 – Incubus – Jay
- 2005 – Hitched – Theresa
- 2005 – Alone In The Dark – Aline Cedrac
- 2003 – 2005 – Scrubs – Danni Sullivan
- 2005 – The Crow: Wicked Prayer – Lola Byrne
- 2005 – Silent Partner – Dina
- 2007 – If I Had Known I Was a Genius – Stephanie
- 2007 – Senior Skip Day – Ellen Harris
- 2007 – 7-10 Split – Lindsay/Lil Reno
- 2007 – Clean Break – Julia McKay
- 2007 – Land of Canaan – Amy
- 2011 -  American Pie: Reunion - Victoria "Vicky" Lathum
- 2013 -  Sharknado - April Wexler